# Typhonium filiforme
Typhonium filiforme är en kallaväxtart som beskrevs av Henry Nicholas Ridley. Typhonium filiforme ingår i släktet Typhonium och familjen kallaväxter. Inga underarter finns listade.